# Ba (Egyptische mythologie)

Symbool van Ba

Ba is een Egyptisch begrip waarmee een van de 5 delen van de  ziel van de mens of van een entiteit wordt aangeduid. Het is geen eenvoudig begrip, want het omvat verschillende betekenissen. In de moderne literatuur wordt het vaak misplaatst vertaald met ziel. Net als de begrippen ka en akh wordt er de hoedanigheid van goden en mensen mee aangeduid. Goden en koningen hebben vele ba's, waarin hun macht tot uitdrukking komt en hun invloed op de omgeving zichtbaar wordt. Wanneer het begrip betrekking heeft op de dode, is de ba de personificering van al zijn levenskrachten. In tegenstelling tot de mummie is hij het actieve, vrijbewegende element van de gestorvene.